# Ahven-Kulvakko
Ahven-Kulvakko och Hauki-Kulvakko, eller Kulvakkojärvet är sjöar i Finland. De ligger i kommunen Enare i landskapet Lappland, i den norra delen av landet, 900 km norr om huvudstaden Helsingfors. Kulvakkojärvet ligger 339 meter över havet. Arean är 20,8 hektar och strandlinjen är 2,8 kilometer lång. Sjön  ingår i Pasvik älvs huvudavrinningsområde.   Omgivningarna runt Ahven-Kulvakko är i huvudsak ett öppet busklandskap.